# Paper Mario (serie)
Paper Mario è una serie di videogiochi sviluppata da Intelligent Systems e pubblicata da Nintendo. La serie, spin-off dei videogiochi di Super Mario, è composta da otto titoli.

## Videogiochi
- Paper Mario (Nintendo 64, 2000)
- Paper Mario: Il portale millenario (Paper Mario: The Thousand-Year Door, GameCube, 2004)
- Super Paper Mario (Wii, 2007)
- Paper Mario: Sticker Star (Nintendo 3DS, 2012)
- Mario & Luigi: Paper Jam Bros. (Mario & Luigi: Paper Jam, Nintendo 3DS, 2015)
- Paper Mario: Color Splash (Wii U, 2016)
- Paper Mario: The Origami King (Nintendo Switch, 2020)
- Paper Mario: Il portale millenario (Paper Mario: The Thousand-Year Door, Nintendo Switch, 2024)